# Dicranota (Rhaphidolabis) querula
Dicranota (Rhaphidolabis) querula is een tweevleugelige uit de familie Pediciidae. De soort komt voor in het Nearctisch gebied.